# Böjte József
Böjte József (Vác, 1944. szeptember 1. –) filmrendező, filmproducer, újságíró. Felesége Terebes Mária szociológus.

## Életpályája
Szülei: Böjte Kálmán és Nagy Katalin. 1950–1958 között a budaörsi Esze Tamás Általános Iskola diákja volt. 1958–1961 között ipari tanuló volt. 1960–1964 között a budaörsi Esze Tamás Gimnázium tanulója volt. 1961-től esztergályosként dolgozott. 1970–1977 között népművelő; amatőr művészegyütteseket irányított a Csepeli Munkásotthonban, a Zalka Máté Főiskolán és a Pinceszínházban. 1970 óta publikál interjúkat, kritikákat és publicisztikát. 1975–1980 között az ELTE BTK népművelés szakos hallgatója volt. 1975–1985 között a Katonai Filmstúdió dramaturgja és forgatókönyvírója volt. 1977–1991 között a Mafilm és a Movi dramaturgja, rendezője volt. 1985 óta rendező. 1991 óta a Movi Horizont Stúdiójának fődramaturgja. 1993 óta producer és rendező. 1993-ban megalapította a Kreatív Média Műhelyt, ahol dokumentum- és játékfilmek gyártásával foglalkozik. 1998–2005 között a Filmművész Szövetség Dokumentumfilmes Szakosztályának vezetőségi tagja volt. 2002–2003 között a Miniszterelnöki Hivatal főszakértője volt. 2003–2007 között a Mafilm igazgatóságának tagja volt. 2004-ben nyugdíjba vonult.

## Filmjei
- Sensei (1985)
- Repülős fiókák (1985)
- "Elég jó vagyok…" (1986)
- Emberhez méltó? (1986)
- Produkcióóó…! (1987)
- Én is építettem (1987)
- Mozdulj! Gyerünk! (1987)
- "Vigyél magaddal…" (1988)
- "Mit akar ez az egy ember…" (1988)
- "Kizáró ok..." (1988)
- Tehetségek mundérban (1988)
- Irányított szabadidő (1989)
- "Fegyvert, s vitézt énekelek" (1989)
- Erdély egymásra szakadt századai (1991)
- Mátyás királyról legendák nélkül (1991)
- Emlékmű töredékekből (1991)
- Légibalett (1991)
- Bánffyhunyadi passió (1991)
- Fejedelem a változó Európában (1991)
- Rendhagyó történelemóra (1991)
- Taszári repülősnap (1991)
- Vendégségben a tündérkertben (1991)
- Férfiének (1991)
- Erdély harangjai (1992)
- Tiszt, tisztség, tisztesség (1992)
- A nagy folyó mentén (1992)
- Antigoné (1992)
- A helység kalapácsa (1992)
- Európai katonák között I.-II. (1992-1994)
- Kard helyett pennával (1993)
- Magyarország (1993)
- Léggömb a kastélyablakból (1993)
- A levegő lovagjai (1993)
- Nemzetközi légiparádé (1993)
- A szél és víz szerelmesei (1993)
- Maradékok (1993)
- Magyarország tájai I.-IX. (1993)
- A feladat (1994)
- "Én, László király…" (1994)
- Lúdas Matyi (1994)[1]
- Hiszünk a dalban (1994)
- Esélythozó ember (1994)
- A nyitás alapítványa (1994)
- Magyar dilemmák I.-III. (1994-1995)
- Kövek üzenete I-V. (1995)
- Ezredév I.-III. (1996)
- Temetetlen holtak (1996)
- Magyarok a világ csataterein (1998)
- Nekem lámpást adott kezembe az Úr Pesten (1998)
- Magyarország Európa szívében (1999)
- Honvédcsaták (1999)
- Magyar Világörökségek I-IV. (1999-2000)
- Karácsony Battonyán (2001)
- Rozsda Endre (2006-2007)
- Kortársaim (2007-2008)
- A szürrealizmus esperese (2009)
- A freskófalu legendája (2011)

## Díjai
- Ezüstgerely-díj (1986)
- a keszthelyi nemzetközi sportfilmfesztivál különdíja (1987)
- a miskolci dokumentumfilm-fesztivál fődíja (1989)